# Rio Chirceşti
O Rio Chirceşti é um rio da Romênia, afluente do Vasluieţ, localizado no distrito de Iaşi e Vaslui.